# Agriophyllum squarrosum
Agriophyllum squarrosum är en amarantväxtart som först beskrevs av Carl von Linné, och fick sitt nu gällande namn av Horace Bénédict Alfred Moquin-Tandon. Agriophyllum squarrosum ingår i släktet Agriophyllum och familjen amarantväxter. Inga underarter finns listade i Catalogue of Life.